# Stray Cats
Stray Cats is een in 1979 door gitarist en zanger Brian Setzer in Massapequa op Long Island opgerichte rockabillyband. De band bestaat uit de schoolvrienden Brian Setzer, Lee Rocker (echte naam Leon Drucker) en Slim Jim Phantom (echte naam James McDonnell).

## Carrière
De groep werd sterk beïnvloed door artiesten uit de jaren vijftig, zoals Gene Vincent, Eddie Cochran en Bill Haley. Stray Cats had aanvankelijk nauwelijks succes in eigen land. In Groot-Brittannië en Europa was echter een ware rockabilly-revival aan de gang, en de singles van Stray Cats scoorden daar wel.
Na een optreden in Londen ontmoette Stray Cats producent Dave Edmunds. Hij bood aan met de band te gaan samenwerken, en ging met hen de studio in om het album Stray Cats op te nemen. Dit album werd in 1981 in Groot-Brittannië en Europa uitgebracht op het Arista-platenlabel. De band werd onmiddellijk zeer populair en scoorde grote hits met nummers als Runaway Boys, Stray Cat Strut en Rock This Town.

## Terug naar Amerika
Hun tweede album, Gonna Ball, werd minder goed ontvangen en kreeg veel negatieve recensies. De band keerde terug naar de Verenigde Staten en tekende een contract met EMI. Ze brachten een compilatie uit van hun eerder in Europa uitgebrachte albums, en ook in de VS scoorden ze hits met Rock This Town en Stray Cat Strut. Hun daaropvolgende album, Rant N' Rave With The Stray Cats, was ook een succes, mede dankzij de start van het nieuwe televisiestation MTV waar hun muziek en videoclips veel gedraaid werden. De van het album afkomstige single (She's) Sexy + 17 werd dan ook een hit.

## Uiteen en weer bij elkaar
Persoonlijke conflicten zorgden ervoor dat de band in 1984 uiteenviel. Phantom trouwde met actrice Britt Ekland en Setzer besteedde veel tijd aan samenwerkingsverbanden met andere musici als Stevie Nicks, Bob Dylan en Robert Plant.
Rocker en Phantom vormden samen met Earl Slick (de gitarist van David Bowie) het trio Phantom, Rocker & Slick, en Setzer richtte The Brian Setzer Orchestra op.
Stray Cats kwam echter nog diverse keren samen. Dat was al in 1986 het geval, toen de band een cd met covers opnam (Rock Therapy). Deze cd kende slechte verkoopcijfers. In 1989 kwamen ze opnieuw bijeen en namen het album Blast Off op, waarna ze met Stevie Ray Vaughan op tournee gingen. Het contract met EMI was inmiddels beëindigd, en ze gingen met Nile Rodgers de studio in voor hun volgende album Let's Go Faster. Na nog twee albums (Choo Choo Hot Fish en Original Cool) hield de band het weer voor gezien en gingen ze opnieuw uiteen.
Na twaalf jaar stilte rondom de band kwamen ze in 2004 echter opnieuw samen voor een tour van een maand door Europa. Van deze tour werd een live-cd uitgebracht, Rumble in Brixton. In de zomer van 2007 ging de band op tournee in de Verenigde Staten. In maart 2008 kondigde de band aan definitief uit elkaar te gaan. Ter afscheid ging de band nog eenmaal op tournee. In oktober 2018 kondigde de band hun 40-jarig bestaan aan te vieren met een nieuw album en tour. 

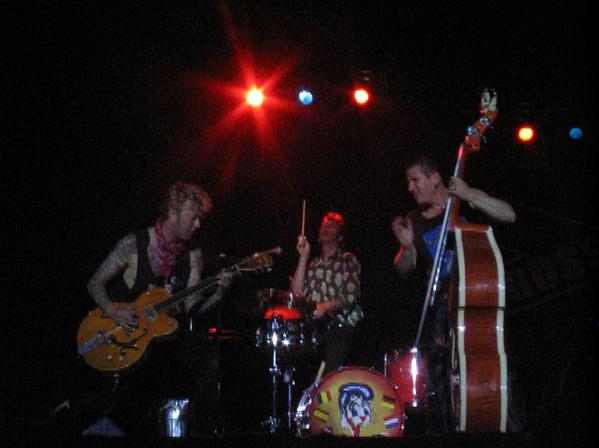
Stray Cats in 2004

## Discografie

### Albums
| Album met eventuele hitnotering(en) in de Nederlandse Album Top 100 | Datum van verschijnen | Datum van binnenkomst | Hoogste positie | Aantal weken | Opmerkingen   |
| ------------------------------------------------------------------- | --------------------- | --------------------- | --------------- | ------------ | ------------- |
| Stray Cats                                                          | 1981                  | 07-03-1981            | 4               | 20           |               |
| Gonna ball                                                          | 1981                  | 28-11-1981            | 43              | 3            |               |
| Built for speed                                                     | 1982                  | -                     |                 |              |               |
| Rant n' rave with the Stray Cats                                    | 1983                  | 03-09-1983            | 30              | 5            |               |
| Rock therapy                                                        | 1986                  | -                     |                 |              |               |
| Blast off!                                                          | 1989                  | -                     |                 |              |               |
| Let's go faster!                                                    | 1990                  | -                     |                 |              |               |
| Best of the Stray Cats: Rock this town                              | 1990                  | -                     |                 |              | Verzamelalbum |
| Choo choo hot fish                                                  | 1992                  | -                     |                 |              |               |
| Original cool                                                       | 1993                  | -                     |                 |              |               |
| The best of Stray Cats                                              | 1998                  | -                     |                 |              | Verzamelalbum |
| Forever gold                                                        | 2002                  | -                     |                 |              |               |
| Rumble in Brixton                                                   | 2004                  | -                     |                 |              |               |
| Alley cat rumble live at The Roxy                                   | 2006                  | -                     |                 |              | Livealbum     |

### Singles
| Single met eventuele hitnotering(en) in de Nederlandse Top 40 | Datum van verschijnen | Datum van binnenkomst | Hoogste positie | Aantal weken | Opmerkingen                            |
| ------------------------------------------------------------- | --------------------- | --------------------- | --------------- | ------------ | -------------------------------------- |
| Runaway boys                                                  | 1980                  | 13-12-1980            | 3               | 10           | #4 in de Single Top 100                |
| Rock this town                                                | 1981                  | 14-02-1981            | 3               | 9            | #3 in de Single Top 100 / Alarmschijf  |
| Stray Cat strut                                               | 1981                  | 16-05-1981            | 13              | 7            | #7 in de Single Top 100                |
| Little miss Prissy                                            | 1981                  | 21-11-1981            | tip14           | -            |                                        |
| (She's) Sexy and 17                                           | 1983                  | 20-08-1983            | 9               | 8            | #22 in de Single Top 100 / Alarmschijf |
| Elvis on velvet                                               | 1992                  | -                     |                 |              | #66 in de Single Top 100               |

| Single met hitnotering(en) in de Vlaamse Ultratop 50 | Datum van verschijnen | Datum van binnenkomst | Hoogste positie | Aantal weken | Opmerkingen              |
| ---------------------------------------------------- | --------------------- | --------------------- | --------------- | ------------ | ------------------------ |
| Runaway boys                                         | 1980                  | -                     |                 |              | #5 in de Radio 2 Top 30  |
| Rock this town                                       | 1981                  | -                     |                 |              | #3 in de Radio 2 Top 30  |
| Stray Cat strut                                      | 1981                  | -                     |                 |              | #21 in de Radio 2 Top 30 |
| Little miss Prissy                                   | 1981                  | -                     |                 |              | #21 in de Radio 2 Top 30 |
| (She's) Sexy and 17                                  | 1983                  | -                     |                 |              | #11 in de Radio 2 Top 30 |

### NPO Radio 2 Top 2000
| Nummer met noteringen in de NPO Radio 2 Top 2000 | '99  | '00  | '01  | '02 | '03  | '04  | '05  | '06-'08 | '09  | '10  |
| ------------------------------------------------ | ---- | ---- | ---- | --- | ---- | ---- | ---- | ------- | ---- | ---- |
| Runaway Boys                                     | 1417 | 1629 | 1717 | -   | 1130 | 1670 | 1620 | -       | 1957 | 1875 |

1. ↑  Een '-' betekent dat het nummer niet was genoteerd en een vetgedrukt getal geeft de hoogste notering aan.
2. ↑  Deze tabel is bijgewerkt tot en met de laatste editie (2024).